# Gallete
Gallete es un lugar del municipio español de Ispáster, perteneciente a la provincia de Vizcaya, en la comunidad autónoma del País Vasco.

## Historia
Hacia finales del siglo XIX, el lugar, ya por entonces perteneciente a Ispáster, tenía contabilizada una población de alrededor de medio centenar habitantes. Aparece descrito en el quinto volumen del Diccionario geográfico, estadístico, histórico, biográfico, postal, municipal, marítimo y eclesiástico de España y sus posesiones de ultramar de Pablo Riera y Sans con las siguientes palabras:

GALLETE.—B. agreg. al ayuut. de Ispáster, del que dista 1'2 k. Cuenta sobre unos 50 hab. y 15 edif., entre habitados é inhabitados.—Org. civ. Corresponde á la prov. de Vizcaya y contribuye con su ayunt. para las elecciones de diputados provinciales y las de Córtes. — Org. mil. C. G. de las Provincias Vascongadas y C. M. de Vizcaya. — Org. ecle. Pertenece á la misma dióc. y arciprestazgo que su ayunt., en cuya cabecera está la iglesia parroquial. — Org. jud. Hállase adscrito al part. jud. de Guernica, á la aud. de lo criminal de Bilbao y á la territ. de Búrgos. — Org. econ. Para el pago de contr. depende con su municipio, de la Delegacion de Hacienda de su prov.— S. púb. Recibe y emite la corr. por cn. de Bilbao á Zumárraga y de Zornoza á Bermeo y esf. de Guernica.—Ob. púb. y med. de com. Verifica sus com. y transportes por medio de los caminos que cruzan su tér. municipal. — Ins. púb. La escuela se halla en Ispáster, cap. de su ayunt.—Art., of. ind. Su única ind. es la agrícola. — Pob. Ninguna importancia ofrece, y sus casas son de sencilla construccion.—Sit. geog. y top. (Para sus límites y demás, véase el artículo referente á su ayunt.).
(Riera y Sans, 1883, pp. 37-38)

En la actualidad, existe en el municipio la entidad singular de población de Solarte-Gallete.